# César Cabrera
César Cabrera (Piribebuy, Paraguay; 30 de marzo de 1938 – Vitoria, España; 11 de febrero de 2005) fue un futbolista de Paraguay que jugó en la posición de delantero.

## Carrera

### Club
| Periodo   | Club                    |
| --------- | ----------------------- |
| 1955-1959 | Independiente Piribebuy |
| 1959-1963 | Nacional de Paraguay    |
| 1963-1966 | Córdoba CF              |
| 1966-1967 | CD Málaga               |
| 1967-1968 | CD Tenerife             |
| 1968-1969 | CD Málaga               |

### Selección nacional
Jugó para Paraguay en nueve ocasiones de 1960 a 1963 y anotó cuatro goles; fue subcampeón de la Copa América 1963.